# Berry Berry
《Berry Berry》（日語：ベリーベリー）是日本少女漫画家日高万里所創作的漫画作品。

## 概要
在白泉社的漫畫雜誌《花與夢》連載途中，長期休載。
最初在《花與夢》2008年10號到13號短期集中連載。此後在該雜誌2009年11號續編（讀完）發表後，於2009年18號開始正式連載。2008年的短期集中連載，當初預定是從10號到12號，不過實際上在最終回的第3話以分割前篇和後編（12號和13號）的形式發表。

## 內容簡介
同卵雙胞胎姊妹·雪乃原玖留實和紗紗姬回到睽違十年的城鎮。這個城市對她們來說有著非常忌諱的過去。
玖留實和紗紗姬往高中入學式途中，發現偷拍女孩子裙底的男人。她們拚命制服那個男人後把他送到派出所。兩個少年觀察著那個情況。他們是與雙胞胎姊妹同校的近江歌丸和近江業平。少年從各種不同的觀點，對雙胞胎姊妹懷抱著不尋常的關心。另一方面，玖留實她們和學校好友冰上樹里·冴木逸美一起幫助有困擾的少女們，稱為“幫助少女的同伴活動”…。

## 登場角色

### 雪乃原玖留實·紗紗姬
本故事的主角同卵雙胞胎姊妹。家中有父母和姊姊。從嬰兒時期開始，擁有不用出聲，可以和姊妹之間內心對話的心靈感應能力（但也有根據狀況的不同而不能互相通訊的時候）。父母和她們的姊姊沒有這個能力。母親忠告她們兩人除了在外面說悄悄話或情況緊急，避免在親友面前使用這種特殊能力。
3月3日出生。身高151cm，身材嬌小，不過兩姊妹的運動神經都很出眾，可以輕易制服一般男人。因為插手介入危險的事件而使她們自己陷入危機，受到家人和其他關係者的責備。
樣貌·髮型·身形設定相同，彩頁中除了兩者眼睛顏色不同，沒有明顯差異。為此除了彩頁以外難以辨別兩者，不過兩人性格也有幾個不同點。以下是角色介紹。
雪乃原玖留實（姊）
使用直排輪鞋移動。
被鄰居同學近江業平評為「活潑倔強的女生」「出乎意料地能幹」。
小時候曾遭綁架，經過那件事，便決定幫助有困難的少女。
眼睛是藍色。
雪乃原紗紗姬（妹）
使用滑板移動。
被近江業平評為「個性比較迷糊」，被玖留實評為「有點迷糊」。
玖留實遭綁架時，紗紗姬透過心靈感應找出玖留實所在位置救出她。經過那件事後，決定幫助有困難的少女。
眼睛是綠色。

### 玖留實和紗紗姬的同學
近江歌丸
5月出生。與雪乃原家住在同一棟公寓的鄰居。警察的兒子。
近江業平
4月出生。近江歌丸的堂兄。離家寄住在歌丸父子的家。
冰上樹里
雪乃原姊妹的青梅竹馬，少數知道姊妹有心靈感應能力的人。和女孩子之間有著深厚的友誼。
冴木逸美
雪乃原姊妹的青梅竹馬，很受男同學歡迎的女孩子。和冰上樹里一樣，少數知道姊妹有心靈感應能力的人，也是“幫助少女的同伴活動”成員。

### 玖留實和紗紗姬的關係人
雪乃原史
雪乃原三姊妹的母親。職業是小說家，可以說是雪乃原家有實際的家長存在。
雪乃原綺
雪乃原家的長女，玖留實和紗紗姬的姊姊。擔任母親·史的經紀人，並且喜歡收集證照。為妹妹們取名字的正是她本人。
雪乃原瑛太
雪乃原三姊妹的父親。作為小說家的妻子·史替換承擔家務的家庭主夫，沒有固定的職業。
近江貫之
近江歌丸的父親。近江業平的伯父上的人物，職業是警察（階級是警部）。
香坂（※全名不明）
在雪乃原姊妹住的城市的派出所工作的警察。
芹澤（※全名不明）
雪乃原姊妹她們往來的高中校長。冰上樹里的姑母，和雪乃原姊妹還有冴木逸美都有親密關係。

## 書誌情報
日高萬里 《Berry Berry》白泉社〈花與夢漫畫〉。
1. 2009年8月19日第1刷發行 ISBN 978-4-592-19001-1
2. 2010年3月19日第1刷發行 ISBN 978-4-592-19002-8
3. 2010年9月17日第1刷發行 ISBN 978-4-592-19003-5

## 廣播劇CD

### CUTE3女主角♥廣播劇CD
- 2010年1月，《花與夢》4號被添加了附錄的非賣品[3]。
- 分配角色
  - 雪乃原玖留實 - 茅原實里
  - 雪乃原紗紗姬 - 齋藤千和
  - 近江歌丸 - 小西克幸
  - 近江業平 - 中村悠一

### HCD Berry Berry
- （マリン・エンタテインメント）於2010年4月21日發售[4]。
- 分配角色
  - 雪乃原玖留實 - 茅原實里
  - 雪乃原紗紗姬 - 齋藤千和
  - 近江歌丸 - 小西克幸
  - 近江業平 - 中村悠一
  - 氷上樹里 - 皆川純子
  - 冴木逸美 - 伊藤靜
  - 香坂 - 石田彰
  - 少年 - 大原崇
  - 小偷 - 高橋研二